# Подстрелка
Подстрелка — посёлок в Новокузнецком районе Кемеровской области. Входит в состав Кузедеевского сельского поселения.

## География
Центральная часть населённого пункта находится на высоте 262 метров над уровнем моря. Посёлок расположен на берегу реки Кондома, напротив о.п. Пионерлагерь.

## Население
По данным Всероссийской переписи населения 2010 года, в посёлке Подстрелка проживает 15 человек (8 мужчин, 7 женщин).